# Utvrdbeni sustav Komárno – Komoran
Komarno-Komoranski utvrdbeni sustav čini nekoliko utvrda koje se nalaze u blizini ušća rijeke Váhu u Dunav, na mjestu gdje Dunav razdvaja gradove Komárno u Slovačkoj i Komoran u Mađarskoj. 

## Povijest
Ovo mjesto je još od davnina bilo važna točka na Dunavu. Rimski utvrđeni gradovi Brigetio i Celamantia na panonskom rimskom limesu su cvali između 1. i 4. stoljeća. Njihovi djelomično iskopani ostaci nalaze se u blizini današnjih utvrda. Zbilježeno je kako ih je posjetio, ili sudjelovao u obližnjim bitkama, sam car Marko Aurelije, a car Valentinijan I. je ovdje preminuo 17. studenog 375. godine nakon dobivene bitke s keltskim plemenima.
Od 10. stoljeća srednjovjekovni grad Komoran se razvio u jedan od glavnih gradova u regiji s poznatom „Starom utvrdom”. Ona je dodatno ojačana nakon invazije Mongola 1242. godine i tako je postala važan obrambeni element koji štiti javna, vojna i komercijalna raskrižja međunarodnog plovnog puta Dunava, te putove koji povezuju istok-zapad (Beč – Lavov) i sjever-jug (Baltičko more – Jadransko more).
Tijekom 15. i 16. stoljeća, Stara utvrda Komarna je bila jedan od najvažnijih obrambenih sustava u Europi protiv napadaja Osmanskog Carstva. Tijekom više od jednog i pol stoljeća Komarno i njegova utvrda su bili stalno u ratu na granici Osmanlija i Austrijskog Carstva i nikada nije poražena. Naposljetku su napadi Sjedinjene europske vojske na čelu s Eugenom Savojskim natjerali osmanlijsku vojsku da povuče svoje trupe iz Mađarske (1682. – 1699.), a Komarno je izgubilo vojni značaj za sljedeće stoljeće i pol. No, ove utvrde su ponovno dobile simbolički značajnu ulogu tijekom revolucije u Mađarskoj (1848. – 49.) kao jedina utvrda koju su revolucionarne snage uspjele obraniti sve do kraja rata. Usprkos nekoliko teških opsada tijekom stoljeća, Komarnske utvrde nikada nisu osvojili neprijatelji, tako da je natpis na zidu utvrde: NEC ARTE, NEC MARTE („niti snagom, niti trikovima”), postao sloganom ovog „Gibraltara na Dunavu” (kako ga pjesnici i pisci u romantičarskom razdoblju i nazivaju).
Godine 1850., u duhu političkih razmirica, Austrijsko Carstvo je odlučilo izgraditi najmoderniju obrambenu liniju na Dunavu, s ciljem da zaštiti Beč od „bilo koje vrste neprijatelja” koji dolaze s istoka. Na temelju „Montalambert načela” talijanskih planera, tri velike utvrde su postavljene paralelno: Komoran-Komarno (današnja Mađarska i Slovačka), Przemyśl (današnja Poljska) i Petrovaradin (današnja Srbija). Tijekom druge polovice 19. stoljeća, na južnoj obali rijeke Dunava u Komaromu podignute su tri velike, nove i povezane utvrde oko grada pri čemu su se djelomično koristile postojeće post-Napoleonske građevine. Najveća je Utvrda Monoštor („Manastirska utvrda”) ili Fort Sandberg (1850. – 1872.), te Utvrda Csillag („Zvjezdasta utvrda”, 1870. – 1875.) i Utvrda Igmandi („Igmandska utvrda”, 1871. – 1877.), ali su također jednako važni i drugi elementi obrambenog sustava u okolici. Zajedno s obnovljenom Starom utvrdom i Palatinskom linijom (sa 16 velikih bastiona međusobno povezanih zidovima) u Komarnom (Slovačka), na drugoj strani Dunava, sustav "neovisnih" utvrda tvore kompletan krug obrambenih građevina koje su u slučaju rata bile u mogućnosti da prime preko 250.000 ljudi.
Završen oko 1890. god., cijeli kompleks je izgubio vojni značaj jer se nalazio u središtu jedinstvene države, Austro-Ugarske i nikada nije bio napadnut u ratu tako da se sačuvala njegova izvorna struktura. Zvjezdasta utvrda je pretvorena u dvorac obitelji Szőny, a ostale su služile za obuku mađarske vojske (1869. – 1943.). Tijekom Drugog svjetskog rata služile su kao logor za poljske i francuske izbjeglice (1939. – 1942.), a nakon njemačke okupacije Mađarske (1944.) kao privremeni zatvor za deportiranje Židova i Roma prema njemačkim logorima, tijekom holokausta.
Između 1946. – 1990. god. kompleks je postao najveće "tajno" skladište streljiva sovjetske armije, područje u koje nije smjela ući nijedna civilna osoba i koje je nestalo sa svih zemljovida. Mnogi natpisi na zidovima sadrže sjećanje na tragično razdoblje života mladih ljudi prisiljenih da dođu iz zemalja bivšeg Sovjetskog Saveza i služe ovdje godinama, potpuno izolirani od lokalnog civilnog života. Slogan nove Zaklade za očuvanje utvrda je preuzet iz jednog od sovjetskih vojnika koji je na zidu napisao: „Oni koji nisu bili ovdje, ne mogu zamisliti, a oni koji su bili ovdje, nikada neće zaboraviti”.
Utvrde su ponovno otkrvene nakon povlačenja sovjetskih vojnika i 1992. godine su upisane kao nacionalni spomenik I. stupnja ("M"). Nakon što su očišćene od ostataka oružja i mina, 1994. godine, još uvijek u oštećenom stanju, otvorene su za javnost. God. 2002., Slovačka je nominirala Komoranski utvrdbeni sustav za upis na UNESCO-ov popis mjesta svjetske baštine u Europi, čemu se 2007. god. pridružila i Mađarska.

## Vanjske poveznice
- Galerija fotografija iz zraka